# سمقانیه
سمقانیه (به عربی: السمقانیة) یک منطقهٔ مسکونی در لبنان است که در شهرستان شوف واقع شده‌است. سمقانیه ۹۲۰ متر بالاتر از سطح دریا واقع شده‌است.